# تشاه شور سفلي (فارس)
تشاه شور سفلى (بالفارسية:چاه‌شور سفلا، كما يُكتب بالتهجئة اللاتينية Chāh Shūr-e Soflá أيضاً معرفة باسم Chāh Shūr-e Janūbī) هي قرية إيرانية تقع في قسم لامرد الريفي في البلدة المركزية في مقاطعة لامرد، محافظة فارس، إيران. بلغ عدد سكانها حسب تعداد عام 2006 حوالي 165 نسمة يشكّلون 29 أسرة.